# Bolleville, Manche
Bolleville là một xã thuộc tỉnh Manche trong vùng Normandie tây bắc nước Pháp. Xã này nằm ở khu vực có độ cao trung bình 32 mét trên mực nước biển.

## Lien ket ngoai
- (tiếng Pháp) Bolleville information Lưu trữ ngày 10 tháng 3 năm 2007 tại Wayback Machine